# Ле-Шоше
Ле-Шоше́ (фр. Le Chauchet, окс. Lo Chauchèt) — коммуна во Франции, находится в регионе Лимузен. Департамент коммуны — Крёз. Входит в состав кантона Шенерай. Округ коммуны — Обюссон.
Код INSEE коммуны — 23058.

## Население
Население коммуны на 2010 год составляло 108 человек.
| 1962 | 1968 | 1975 | 1982 | 1990 | 1999 | 2010 |
| ---- | ---- | ---- | ---- | ---- | ---- | ---- |
| 187  | 184  | 154  | 130  | 104  | 104  | 108  |

## Экономика
В 2010 году среди 57 человек трудоспособного возраста (15—64 лет) 38 были экономически активными, 19 — неактивными (показатель активности — 66,7 %, в 1999 году было 67,3 %). Из 38 активных жителей работали 34 человека (19 мужчин и 15 женщин), безработных было 4 (3 мужчин и 1 женщина). Среди 19 неактивных 8 человек были учениками или студентами, 7 — пенсионерами, 4 были неактивными по другим причинам.